# Municipio de Fairbank
El municipio de Fairbank (en inglés: Fairbank Township) es un municipio ubicado en el condado de Buchanan en el estado estadounidense de Iowa. En el año 2010 tenía una población de 1831 habitantes y una densidad poblacional de 19,47 personas por km².

## Geografía
El municipio de Fairbank se encuentra ubicado en las coordenadas 42°35′52″N 92°1′23″O / 42.59778, -92.02306. Según la Oficina del Censo de los Estados Unidos, el municipio tiene una superficie total de 94.04 km², de la cual 93,99 km² corresponden a tierra firme y (0,05 %) 0,05 km² es agua.

## Demografía
Según el censo de 2010, había 1831 personas residiendo en el municipio de Fairbank. La densidad de población era de 19,47 hab./km². De los 1831 habitantes, el municipio de Fairbank estaba compuesto por el 98,36 % blancos, el 0,16 % eran afroamericanos, el 0,05 % eran amerindios, el 0,16 % eran de otras razas y el 1,26 % eran de una mezcla de razas. Del total de la población el 1,04 % eran hispanos o latinos de cualquier raza.